# Cyphella
Cyphella es un género de hongos de la familia Cyphellaceae. El género contiene dos especies distribuidas en un amplio ámbito.